# Serphitidae
Serphitidae (лат.) — семейство вымерших проктотрупоморфных наездников из надсемейства Serphitoidea, близкое к надсемейству Proctotrupoidea. Меловой период (Испания, Канада, Мьянма, Сибирь, США). Длина тела 1—2 мм (размеры видов Serphites gigas и S. silban — до 3 мм). Имеют двухчлениковый стебелёк между брюшком и грудью (сходно с муравьями подсемейства мирмицины): первый его членик (петиоль) вдвое длиннее второго (постпетиоля). Усики 9-члениковые.

## Систематика
Ранее в состав Serphitidae включали близкое семейство Mymarommatidae Debauche в качестве подсемейства (Kozlov and Rasnitsyn, 1979). Возможно, надсемейство Serphitoidea Brues, 1937 (вместе с Archaeoserphitidae) включает Mymarommatoidea Debauche, 1948 в качестве одной из своих подгрупп. Выделяют подсемейства Serphitinae + Microserphitinae и Supraserphitinae Rasnitsyn & Öhm-Kühnle, 2019.
5 вымерших родов и около 15 вымерших видов.
- Aposerphites Kozlov & Rasnitsyn, 1979
  - Aposerphites angustus Ortega-Blanco, Delclòs, Peñalver & Engel, 2011 — нижний мел, Испания[4]
  - Aposerphites solox Kozlov & Rasnitsyn, 1979 — верхний мел Сибири
- Jubaserphites McKellar et al., 2011
  - Jubaserphites ethani McKellar et al., 2011 — верхний мел, Канада
- Microserphites Kozlov & Rasnitsyn, 1979
  - Microserphites parvulus  Kozlov & Rasnitsyn, 1979 — верхний мел Сибири
  - Microserphites soplaensis Ortega-Blanco et al., 2011 — нижний мел, Испания[4]
- Serphites Brues, 1937
  - Serphites hynemani McKellar et al., 2011 — верхний мел, Канада[2]
  - Serphites bruesi McKellar et al., 2011 — верхний мел, Канада[2]
  - Serphites dux  Kozlov & Rasnitsyn, 1979
  - Serphites gigas  Kozlov & Rasnitsyn, 1979
  - Serphites kuzminae McKellar et al., 2011 — верхний мел, Канада[2]
  - Serphites lamiak Ortega-Blanco et al., 2011 — нижний мел, Испания[4]
  - Serphites navesinkae Engel & Grimaldi, 2011 — мел (турон), Нью-Джерси[3]
  - Serphites pygmaeus McKellar et al., 2011 — верхний мел, Канада[2]
  - Serphites paradoxus Brues, 1937
  - Serphites raritanensis Engel & Grimaldi, 2011 — мел (турон), Нью-Джерси[3]
  - Serphites silban Ortega-Blanco et al., 2011 — нижний мел, Испания
- Supraserphites Rasnitsyn & Öhm-Kühnle, 2019 — верхний мел, Мьянма[5]
  - Supraserphites draculi Rasnitsyn & Öhm-Kühnle, 2019